# Alexandros Tziolis
Alexandros Tziolis (griechisch Αλέξανδρος Τζιόλης; * 13. Februar 1985 in Katerini) ist ein ehemaliger griechischer Fußballspieler.

## Karriere

### Verein
Alexandros Tziolis begann seine Karriere beim griechischen Amateurverein Apollonas Litoxorou. 2002 wechselte er zum griechischen Verein Panionios Athen, bei dem er seinen ersten Profivertrag unterzeichnete. Bei Panionios schaffte Tziolis auf Anhieb den Sprung in die Stammformation und wusste trotz seines jungen Alters zu überzeugen. Für den Klub kam Tziolis in der griechischen Meisterschaft auf 61 Einsätze und erzielte dabei drei Tore. 2005 wechselte er zu Panathinaikos Athen, bei denen er bis zum Januar 2009 blieb, ehe er an den deutschen Bundesligisten Werder Bremen verliehen wurde. Am 13. Mai 2009 erzielte der Mittelfeldspieler in der Begegnung gegen Eintracht Frankfurt seinen einzigen Treffer für Werder.
Am 29. Januar 2010 verpflichtete die AC Siena Tziolis. Im August 2010 wurde er an Racing Santander ausgeliehen, zudem erhielt die AC Siena eine Leihgebühr in Höhe von 100.000 Euro. Den Kantabriern wurde zudem eine Kaufoption zugesichert.
Für die Rückrunde der Saison 2013/14 wurde Tziolis an den türkischen Erstligisten Kayserispor ausgeliehen.
Im Januar 2017 wechselte er zu Heart of Midlothian nach Schottland.
Nach nicht einmal einem Jahr ging er nach Saudi-Arabien zu Al-Feiha FC. Dort machte er drei Tore in 54 Spielen.

### Nationalmannschaft
Alexandros Tziolis gehörte zur jungen Generation von Spielern, die von Otto Rehhagel nach dem Gewinn der Fußball-Europameisterschaft 2004 in den Kader der griechischen Fußballnationalmannschaft berufen wurden. Bei der Europameisterschaft 2008 in Österreich und der Schweiz kam Tziolis in der Gruppenphase des Turniers auf einen Einsatz.

## Erfolge
- DFB-Pokal-Sieger: 2009
- UEFA-Pokal-Finalist 2008/09
- Griechischer Meister: 2009/10
- Griechischer Pokalsieger: 2009/10
- Zyprischer Pokalsieger: 2012/13